# سيث غرين
سيث بنيامين غرين معروف بـ (سيث غرين) (بالإنجليزية: Seth Green). ولد في (8 فبراير 1974) في غربي فيلادلفيا، بولاية بنسلفانيا، في الولايات المتحدة الأمريكية، الممثل الأميركي، الكوميدي، الصوت الفاعل، وجائزة إيمي رشح المنتج التلفزيوني. انه معروف جيدا لدوره كوزير للدانيال «عوز» أوزبورن في (بافي قاتلة مصاصي الدماء)، وكذلك الدكتور الشر 'ق ابنه سكوت في أوستن باورز سلسلة من الأفلام الكوميدية وميتش ميلر في هذا'. كما أنه من أصوات الحروف كريس غريفين على الأسرة غي، وقال اللفتنانت جيبس في الحد الأقصى لتيتان، اللفتنانت جيف «جوكر» مورو في عام 2007 لعبة فيديو التأثير الجماهيري والمقبلة في عام 2010 تتمة قداس تأثير 2، وهو واحد من المبدعين ومنتجي والتوقف عن الحركة سلسلة الكوميديا الروبوت الدجاج، حيث كان العديد من أصوات الحروف كذلك. الأخضر ظهر في أفلام أخرى كثيرة، مثل سباق الفئران، والوظيفة الإيطالية، لا يمكن بالكاد انتظر، وهو طفل، وستيفن كينغ ووكما دان في عرض في عام 2004 على الماء دون مجذاف.

## النشأة
خضراء ولدت وترعرعت في الغرب فيلادلفيا، وهو الفرع من مدينة فيلادلفيا، بولاية بنسلفانيا. وكان والداه وباربرا (née Gesshel)، فنان، والعشب الأخضر، وهو مدرس الرياضيات. والديه المطلقين عندما سيث كان عمره 15 عاما، مما تسبب في فوضى في حياته الشخصية.. بيد أنه وجد ملاذا في URJ كامب Harlam في Kunkletown، وبنسلفانيا، حيث كان يحدث منذ ان كان عمرها خمس سنوات. والدته عملت هناك لمدة عامين لمنصب المدير الفني. هناك اكتشف أن الأداء كان صاحب الدعوة الحقيقية. بعد طلاق والديه، قال ان المعسكر كان المكان الذي يمكن أن يعيد تقديم نفسه وتكون جيدة في أي شيء يريده. الأخضر أثير اليهودية ولعب صبي 1940s اليهودية في وودي ألن 'ق الفيلم راديو أيام؛ أسلافه كانوا من بولندا، روسيا واسكتلندا.

## البدايات
الأخضر أول فيلم وكان دور في فيلم 1984 مليار دولار لبوريس. في ثمانية، أخضر هبطت أول فيلم له الانتداب، والمشاركة في دور البطولة في فيلم 1984 وفندق نيو هامبشاير مع جودي فوستر وروب لوي. انه ظهر في فيلم 1987 لا يمكن لي شراء الحب، واللعب من جانب باتريك ديمبسي شقيق قليلا، تشاكي ميلر. كما أنه تألق في ودي ألن 'ق راديو أيام (1987) على النحو جو، وظهرت في الأعمال التجارية الكبيرة (1988)، وفي السنة نفسها، في أن خالتي هو أجنبي. ريتشي، 12 عاما)، كل ثلاثة أفلام أوستن باورز ونجل الدكتور الشر، وسكوت، وعدو الدولة والوظيفة الإيطالية كأخصائي كمبيوتر. كما أنه كان في الأفلام لا يمكن بالكاد انتظر، سباق الفئران، وبدون المجذاف، أيدي العاطلة، والدافع الجنسي.
في عام 1994، وقال انه إلى جانب نجمة جينيفر لوف هيويت في سلسلة قصيرة الأجل وByrds الجنة. كان يعمل مع هيويت مرة أخرى في عام 1998، ويكاد لا يمكن الانتظار، الذي ظهر أيضا بايج موس، الذي من شأنه أن يلعب معه في وقت لاحق في بوفي مصاص دماء القاتل. العنبر بنسون (تارا Maclay، بوفي) وكان أيضا في هذا الفيلم، ولكن المشاهد لها قطع من أجل الحصول على بغ 13 تصنيف.
الأخضر كما يبدو دانيال «عوز» أوزبورن، وبالذئب، في المسلسل التلفزيوني بافي قاتلة مصاصي الدماء خلال المواسم الثانية خلال الرابعة، وحلقة واحدة في الموسم الأول من إنجيل الربح المفاجئ. لاخضر قد وردت أيضا في الأدوار على جريج الأرنب، تاكر، الملفات الغامضة، وهذا إظهار '70s، ويل آند جريس، MADtv، رينو 911!، حاشية، غريز أناتومي، واسمي إيرل.

## الأسرة غي
ذهب في لالصب من المسرحية الهزلية المتحركة التلفزيون دعا الأسرة غي أنشأتها سيث ماكفارلين لشبكة فوكس التلفزيونية. المسلسل تدور القصة حول عائلة تسمى Griffins، والعائلة المفككة. وبدأت سلسلة ماكفارلين، اليكس Borstein، ميلة Kunis ومايك هنري. Green الأخضر يلعب بالدرجة الأولى كريس غريفين، الابن المراهق، الذين يعانون من زيادة الوزن، وغير ذكي، في كثير من النواحي، وهو نسخة أصغر من والده، وبيتر غريفين، ونيل جولدمان جارة العبقري غريب الأطوار ومزعج.الأخضر باعتراف الجميع لم انطباعا لل بوفالو بيل حرف من فيلم الاثارة وصمت الحملان خلال فترة الاختبار. وقال إن الإلهام الرئيسي لكريس 'صوت جاء من تصور كيف«بوفالو بيل» من شأنه أن الصوت لو كان يتحدث من خلال نظام السلطة الفلسطينية في ماكدونالدز.
بعد حلقتين من الموسم الثاني، واتخذت الأسرة غي خارج الشبكة للجدول الزمني المبين الدائمة وغير منتظمة بعد ذلك. وتظهر عاد في آذار / مارس 2000 الانتهاء من بث الموسم الثاني الذي يتضمن 21 حلقة، كل يلقي عاد لعودة سلسلة. للموسم الثالث الوارد 21 وبدأ بث الحلقات من 11 يوليو 2001 إلى شباط / فبراير 14، 2002. خلال دورتها الثانية والثالثة يعمل للموسم الجديد، وفوكس أعلنت على الملأ أن المعرض قد الغيت في نهاية الموسم الثاني في عام 2002. وعلى الرغم من إلغاء أعلنت، في عام 2003 فوكس قررت أن تجعل من الموسم الثالث. وخلال موسم الثالث، فوكس أعلن أن تظهر الغيت من أجل الخير. وسلسلة وقد جددت في وقت لاحق في عام 2005 للموسم الرابع بسبب مبيعات قوية دي في دي والنقابية الأساسية على شبكات الكابل. ومرة أخرى الخضراء وبقية الأصوات عاد ليعمل الصوت.

## بعض من الأفلام والمسلسلات التي اشترك بها
1. 1984 The Hotel New Hampshire: فلم
2. 1986 Willy/Milly: فلم
3. 1987 Radio Days: مسلسل
4. 1988 Big Business: فلم
5. 1990 Stephen King's It: فلم
6. 1992 The Double 0 Kid : فلم
7. 1993 Airborne : فلم
8. 1995 White Man's Burden : فلم
9. 1996 To Gillian on Her 37th Birthday : فلم
10. 1997 Austin Powers: International Man of Mystery : فلم
11. 1998 Can't Hardly Wait : فلم
12. 1999 Austin Powers: The Spy Who Shagged Me : فلم
13. 2001 America's Sweethearts : قلم
14. 2002 Austin Powers in Goldmember : فلم
15. 2003 The Italian Job : فلم
16. 2004 Scooby-Doo 2: Monsters Unleashed : فلم
17. 2005 Be Cool : فلم
18. 2006 The TV Set : فلم
19. 2008 Sex Drive : فلم
20. 2009 Old Dogs : فلم
21. 1985 ABC Afterschool Special : مسلسل
22. 1986 Amazing Stories : مسلسل
23. 1987 The Comic Strip : مسلسل
24. 1988 The Facts of Life : مسلسل
25. 1989 Mr. Belvedere : مسلسل
26. 1992 Batman: The Animated Series : مسلسل
27. 1997-2000 بافي قاتلة مصاصي الدماء : مسلسل
28. 1999-2002-2005 Family Guy : مسلسل
29. 2003-2004 That '70s Show : مسلسل
30. 2007 Grey's Anatomy : مسلسل
31. 2008 Robot Chicken: Star Wars Episode II : مسلسل
32. 2009 WWE Raw : مسلسل
33. 2007 Star Wars: The Clone Wars : مسلسل

## الجوائز
- Annie Awards
- Chlotrudis Awards
- Emmy Awards
- Teen Choice Awards
- Young Artist Awards

## وصلات خارجية
- الموقع الرسمي لمعجبي سيث غرين
- الموقع الرسمي
- سيث غرين على موقع IMDb (الإنجليزية)
- سيث غرين على موقع ميتاكريتيك (الإنجليزية)
- سيث غرين على موقع روتن توميتوز (الإنجليزية)
- سيث غرين على موقع قاعدة بيانات الأفلام العربية
- سيث غرين على موقع ألو سيني (الفرنسية)
- سيث غرين على موقع ميوزك برينز (الإنجليزية)
- سيث غرين على موقع أول موفي (الإنجليزية)
- سيث غرين على موقع بوكس أوفيس موجو (الإنجليزية)
- سيث غرين على موقع قاعدة بيانات الأفلام السويدية (السويدية)
- سيث غرين على موقع إن إن دي بي (الإنجليزية)
- Seth on Twitter
- Seth on Instagram
- Seth Green Producer Profile for The 1 Second Film
- Robot Chicken page on AdultSwim.com نسخة محفوظة 19 ديسمبر 2017 على موقع واي باك مشين.
- Seth Green at Emmys.com نسخة محفوظة 16 يوليو 2012 على موقع واي باك مشين.